# Tillig
A Tillig (a Berliner TT-Bahnen jogutódja) egy H0-s és TT méretarányú vasútmodelleket és ahhoz különböző kiegészítőket gyártó német vállalat. Székhelye Sebnitzben (Németország) található. A vállalat a korábbi NDK-ban alakult a Zeuke államosításával és az ottani piacra, elsősorban keletnémet és kelet-európai vasúti járművek modelljeit gyártotta. A korábbi Berliner TT-Bahnen, majd a privatizáció során BTTB Zeuke nevet felvevő cég 1993-ban csődöt jelentett. A céget Jürgen Tillig vásárolta meg, a vállalkozás nevét Tillig Bahnen und Gleise GmbH & Co. KG, később Tillig Modellbahnen GmbH & Co. KG-ra változtatta, majd kínálatában megjelentek a az újabb, modernebb vasúti járművek is. A magyarországi járművek közül pl. a MÁV M61 és M62 sorozatot, a Halberstadti kocsikat, a Bautzenben (a DR részére) gyártott Y kocsik MÁV átfestését, valamint számos teherkocsi MÁV vagy GYSEV változatát gyártja.